# Sekule
Sekule (en allemand : Seckeln) est un village de la région de Trnava, en Slovaquie

## Histoire
La première mention écrite du village date de 1402 sous la forme Zekel, qui est le nom hongrois székely des Sicules.

## Démographie

### Évolution de la population
| Année:               | 1994. | 2004.   | 2014.   | 2024.   |
| -------------------- | ----- | ------- | ------- | ------- |
| Nombre de personnes: | 1578  | 1633    | 1738    | 1724    |
| Différence:          |       | +3,48 % | +6,42 % | -0,80 % |

| Année:               | 2023. | 2024.   |
| -------------------- | ----- | ------- |
| Nombre de personnes: | 1732  | 1724    |
| Différence:          |       | -0,46 % |